# Þingvallavegur
Der Þingvallavegur (deutsche Transkription: Thingvallavegur) ist eine Hauptstraße zwischen dem Süden und Westen von Island.
Die Straße zweigt nach Norden von der Biskupstungnabraut  und verläuft zunächst in dieser Richtung auf den 764 m hohen Ármannsfell zu.
Sie verläuft östlich des Sees Álftavatn und des Flusses Sog sowie der Seen Úlfljótsvatn und Þingvallavatn.
Schließlich mündet sie auf den Lyngdalsheiðarvegur , der am Gullni hringurinn von Þingvellir zum Geysir führt.
Im Þingvellir-Nationalpark gilt eine Höchstgeschwindigkeit von 50 km/h.
Seit April 2019 wird der Þingvallavegur mit einer Vollsperrung in diesem Bereich erneuert.
Die Umleitung erfolgt über den Vallavegur .
Bei dem Touristen-Informationszentrum des Nationalparks gibt es eine Kreuzung.
Von Süden trifft wieder der Vallavegur  auf den Þingvallavegur und nach Norden zweigt der Kaldadalsvegur  ab.
Die Straße hat hier ihren nördlichsten Punkt erreicht und verläuft jetzt in südwestliche Richtung.
Der Fluss Öxará stürzt über den Öxarárfoss in die Almannagjá. 
Der Haksvegur  zweigt nach Osten ab zu dem Touristenzentrum an der Almannagjá.
Der Grafningsvegur efri  führt nach Nesjavellir und dem dortigen Geothermiekraftwerk.
Am Abzweig des Kjósarskarðsvegurs  zum Hvalfjörður gibt es eine Station zur Verkehrs- und Wetterbeobachtung von Vegagerðin.
Hier auf der Mosfellsheiði erreicht der Þingvallavegur mit 260 m seine höchste Stelle.
Die Bugða ist ein Zufluss zum See Leirvogsvatn, dessen Abfluss die Leirvogsá mit ihren Wasserfällen ist.
Vor der Brücke über die Kaldakvísl steht das Haus Gljúfrasteinn in dem Halldór Laxness gewohnt hat.
Jetzt ist es als Hús skáldsins (Haus des Dichters) ein Laxness-Museum.
Der Þingvallavegur mündet beim Berg Helgafell in einem Kreisverkehr in die Ringstraße nördlich von Mosfellsbær.